# Joel Lönnqvist
Karl Joel Lönnqvist, född 9 juli 1894 i Västervåla församling, Västmanlands län, död 11 april 1980 i Helsingborg, var en svensk teckningslärare och målare.
Han var son till byggmästaren O.L. Lönnqvist och Marie-Louise Klinga och från 1948 gift med Marie-Louise Bauditz. Efter avlagd teckningslärarexamen 1916 ägnade han sig periodvis helt åt sitt konstnärskap. Åren 1920–1924 vistades han i Danmark där han bedrev både självstudier och skapande av tavlor. Han anställdes som teckningslärare vid Helsingborgs folkskolor 1924. Separat ställde han ut i Västerås 1920 och han medverkade i samlingsutställningar arrangerade av Sveriges allmänna konstförening, Västerås konstförening och Helsingborgs konstförening. Han var representerad i Nyårssalongen på gossläroverket i Helsingborg 1945. Hans konst består av stilleben och landskap. Lönnqvist är representerad vid Västerås konstförenings konstgalleri och Helsingborgs museum. Han är gravsatt i Södra minneslunden vid Krematoriet i Helsingborg.